# Octobre 1862

## Événements
- 8 octobre, États-Unis : les confédérés Bragg et Smith échouent à Perryville dans leur tentative de contrôle du Kentucky.

- 16 octobre : Francisco Solano López est porté au pouvoir par son père, le président du Paraguay (1862-1870).

- 26 octobre : abdication d’Othon Ier de Grèce. Profitant d’une visite du roi en province, des garnisons se soulèvent et le contraignent à la fuite. Depuis l’instauration du gouvernement minoritaire de Miaoulis en 1860, divers fait témoignant d’une hostilité croissante à la famille royale se sont succédé : insurrection de Nauplie en février et multiplication des complots, dont le dernier a été soutenu par Londres.

## Naissances
- 12 octobre : Louis Marie De Schryver, peintre français.
- 14 octobre : Alexandre Goutchkov, homme politique russe.
- 20 octobre : Auguste Lumière, pionnier français du cinéma

## Décès
- 21 octobre : Benjamin Collins Brodie, physiologiste et chirurgien britannique.